# Buona Vista
Buona Vista – stacja węzłowa Mass Rapid Transit (MRT) w Singapurze, która jest częścią East West Line i Circle Line. Położona jest w dzielnicy Buona Vista.